# Lagarotis subalpina
Lagarotis subalpina är en stekelart som beskrevs av Heinrich 1952. Lagarotis subalpina ingår i släktet Lagarotis och familjen brokparasitsteklar. Inga underarter finns listade i Catalogue of Life.